# Carcelia pallensa
Carcelia pallensa är en tvåvingeart som beskrevs av Chao, Zhao och Liang 2002. Carcelia pallensa ingår i släktet Carcelia och familjen parasitflugor.
Artens utbredningsområde är Sichuan (Kina). Inga underarter finns listade i Catalogue of Life.